# Setniczka zwyczajna
Setniczka zwyczajna (Sarcogyne regularis Körb.) – gatunek grzybów z rodziny Acarosporaceae. Ze względu na współżycie z glonami zaliczany jest do porostów.

## Systematyka i nazewnictwo
Pozycja w klasyfikacji według Index Fungorum: Acarosporaceae, Acarosporales, Acarosporomycetidae, Lecanoromycetes, Pezizomycotina, Ascomycota, Fungi.
Niektóre synonimy nazwy naukowej:
- Biatorella flava W. Johnson ex A.L. Sm. 1917
- Biatorella pruinosa var. regularis (Körb.) Zahlbr. 1939
- Biatorella regularis (Körb.) Lettau 1912
- Sarcogyne pruinosa var. regularis (Körb.) H. Magn., 1935

Nazwa polska według Krytycznej listy porostów i grzybów naporostowych Polski.

## Morfologia
Plecha skorupiasta, endolityczna lub zewnętrzna. Jest mączysta, ma barwę białawą lub jasnoszarą. Zawiera glony protokokkoidalne.
Licznie występują owocniki. Są to rozproszone lub skupione w grupki  lecideowe apotecja o średnicy 0,3–1,5(2) mm. Mają okrągły lub nieregularny kształt, przylegają do plechy, lub są zagłębione w niej. W stanie suchym mają barwę od ciemnobrunatnej do niemal czarnej, w stanie wilgotnym są czerwonobrunatne. Są płaskie lub nieco wypukłe, nagie, lub obficie białawo oprószone. Brzeżek trwały, różnej grubości, czarny i nagi.
Obłocznia o grubości 70-100 (120) μm, bezbarwna, tylko w najwyższej części brunatna. Znajdują się w niej wstawki o grubości (1) 1,5–2 μm i wierzchołkach rozszerzonych do 3–5 um. Subhymenium niewyraźne, o grubości 15–35 (–50) μm. Hypotecjum bezbarwne, o grubości 7–10 (–12) μm. Worki zgrubiałe, o rozmiarach 60–85 × 14–18 (–27) μm. W jednym worku powstaje po 100–200 szeroko elipsoidalnych, czasami kulistych zarodników o rozmiarach 3–5 (–6) × 1,5–2 (–2,5) μm. Pyknidiów brak.
Reakcje barwne: wszystkie negatywne. Kwasów porostowych brak.

## Występowanie i siedlisko
Na półkuli północnej setniczka zwyczajna jest szeroko rozprzestrzeniona; występuje w Ameryce Północnej, Europie i Azji. W Europie na północy sięga po północne krańce Półwyspu Skandynawskiego. Na półkuli południowej podano jej występowanie tylko w Australii, występuje także w okolicach równikowych w Ekwadorze. W Polsce występuje we wszystkich niemal regionach, ale częsta jest tylko w górach i w pasie wyżyn, na niżu jest rzadka.
Rośnie głównie na skałach wapiennych, czasami także na betonie, na skałach krzemianowych rzadko. Preferuje miejsca suche i dobrze oświetlone.

## Gatunki podobne
Podobna jest setniczka zaniedbana (Sarcogyne privigna), ma jednak tarczki aspotecjów przeważnie czarne i w obłoczni brak brunatnej barwy. Rośnie głównie na skałach krzemianowych.